# Museo de los Dinosaurios y las Culturas antiguas
El Museo de los Dinosaurios y las Culturas antiguas (en inglés: Museum of Dinosaurs and Ancient Cultures) se encuentra en el 250 West Cocoa Beach Causeway, en la localidad de Cocoa Beach, Florida, al sur de Estados Unidos. El museo de 20.000 pies cuadrados contendrá dos pisos de exhibiciones de dinosaurios y antiguas culturas humanas. El museo tiene un costo estimado de aproximadamente $ 3.7 millones para su construcción y está programado para abrir a mediados de 2015. 